# نطاق صالح للحياة

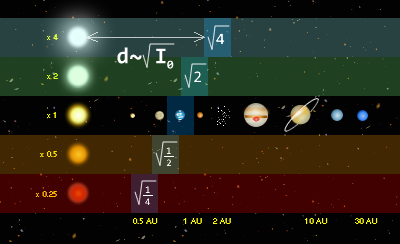
نماذج أنظمة تكون صالحة للحياة تعتمد على ضياء أنواع من النجوم

اَلْنِطَاقُ اَلصَّالِـحُ لِلْحَيَاةِ أو نِطَاقُ اَلْحَيَاةِ هو مصطلح في علم الفلك وعلم الأحياء الفلكي (بالإنجليزية: habitable zone) يشير إلى المنطقة حول نجم ما حيث يوجد كوكب له حجم كوكب الأرض وذو تركيب مشابه لها ويحتوي ماء على سطحه. وعلى اعتبار أن الماء هو عنصر أساسي لتواجد جميع أنواع الحياة، فتعتبر الكواكب الواقعة في هذا النطاق هي من الكواكب التي قد تتواجد عليها نوع من أنواع الحياة خارج كوكب الأرض. يعتمد ذلك النطاق من جهة أخرى على شدة أشعة النجم الواصلة إلى هذا النطاق حيث تكون في المتوسط نحو 10 درجات مئوية وكذلك على نوع الضوء الصادر منه، بحيث لا يغلب في طيفه مثلا أشعة فوق البنفسجية أو أشعة سينية، فكلاهما لا يصلح للحياة.
بالنسبة للشمس فيعتبر النطاق الصالح فيها للحياة بين الأرض أو أقصر قليلا بالنسبة للشمس والمريخ. فمثلا لا تصلح الزهرة للحياة حيث أنَّ درجة الحرارة عالية فيها، كما أنَّ فيها غازات ليست مناسبة للحياة. والكواكب الأبعد من المريخ فهي باردة جدا ولا يصلها من الطاقة الشمسية إلا القليل.
يمتد النقاش حول المنطقة الصالحة للحياة أيضا إلى مناطق في مجرة تكون قد تكوّن فيها عناصر ثقيلة مثل الكربون والأكسجين والنتروجين حيث تلك المكونات هي التي تبني أجسام الكائنات الحية وبالتالي تعيش عليها. يتكون من تلك العناصر وغيرها في البدء الكوكب الصالح للحياء في المنطقة الصالحة للحياة حول النجم، فيكون مماثلا لتركيبة الأرض. كما لا بد من الأخد في الحسبان ألَّا يتعرض هذا الكوكب الصالح للحياة نظريا إلى حدوث مستعر أعظم بالقرب منه فيميت بما يصدره من أشعة مميتة أي حياة قد تنشأ عليه.
نحن نتمتع على الكرة الأرضية بالحياة بعوامل مناسبة كثيرة. فالشمس نجم طويل العمر بمعنى أن الأرض في موقعها الحالي لديها زمن طويل مناسب لنشأة حياة عليها، فلو كان عمر الشمس مثلا 100 مليون سنة فهذا زمن قصير لا يكفي لنشأة حياة أو لو كانت حياة قد نشأت بالفعل فإنها تختفي مبكرا في مرحلة بدائية بسبب انتهاء عمر النجم نفسه.
ثانيا نشأت المجموعة الشمسية على أشلاء مستعر أعظم أو عدة مستعرات عظمى سبقت ومدت الأرض بتركيبتها هذه من جميع العناصر المعروفة لنا. فعمر المجموعة الشمسية نحو 5و4 مليار سنة، أي أنها من الجيل الثاني أو الثالث من النجوم من بعد نشأة الكون قبل نحو 7و13 مليار سنة. وبدأت الحياة على الأرض منذ نحو 3 مليارات سنة في حالة بدائية تطورت مع الزمن حتى حدث بما يسمى انفجار لللأحياء منذ نحو 500 مليون سنةٍ. الثدييات وأعلى مرتبة في تطور المملكة الحيوانية بدأ ظهورها منذ نحو 65 مليون سنة، كما أنَّ عمر الإنسان عليها لا يزيد عن نحو 5و1 مليون سنة.
ثالثا الشمس تعتبر مستقرة متوازنة الحرارة بمعنى أنها ليس لها نشاط تحمى فيه شديدا أو انفجارات فتميت الحياة على الأرض أو تضعف طاقتها كثيرا فتتجمد كل حياة على الأرض. كما أنَّنَا في منطقة بعيدة عن حدوث مستعرات حولنا تتسبب في القضاء على الأحياء. كما يحمي الغلاف الجوي للأرض الأحياء عليها من الأشعة فوق البنفسجية الضارة الآتية من الشمس. بالإضافة إلى ذلك فوجود القمر حول الأرض يجعل دورانها حول محورها مستقرا في الفضاء فتتمتع بتتابع فصول السنة بانتظام، فلو كان اتجاه محور دوران الأرض مهتزا أو متقلبا لما ساعد ذلك على نشأة الحياة التي نعرفها.
رابعا وليس أخيرا فتتمتع الأرض بمجال مغناطيسي يعمل على انحراف رياح شمسية عنا إلى أعماق الفضاء أو يهبط جزء من تلك الرياح الشمسية المكونة من جسيمات شديدة الطاقة مميته فوق قطبي الأرض بعيدا عن المناطق الآهلة بالحياة، في صورة ما يسمى الشفق القطبي.

## نطاق صالح للحياة

### أهمية الماء
يعتمد النطاق الصالح للحياة حول نجم على درجة حرارة وضياء النجم الذي يدور الكوكب حوله، حيث تكون الطاقة الواصلة للكوكب كافية لأن يكون الماء في الحالة السائلة.
وفي نظرةٍ مبسطة يمكن افتراض أنه يمكن حساب هذا النطاق على أساس ضياء النجم. فينطبق على متوسط هذا النطاق حول نجم معين المعادلة التالية:
{\displaystyle d[{\mathrm {A} E}]={\sqrt {L_{\mathrm {s} tar}/L_{\mathrm {s} un}}}}
حيث:
{\displaystyle d} متوسط نصف القطر للنطاق الصالح للحياة وحدة فلكية،
{\displaystyle L_{\mathrm {s} tar}\,} الضياء البولومتري للنجم،
{\displaystyle L_{\mathrm {s} un}\,} الضياء البولومتري للشمس (ضياء شمسي).
المسافة AE تعادل وحدة فلكية = نحو 150 مليون كيلومتر (بعد الأرض عن الشمس).
فإذا كان ضياء النجم 25% من ضياء الشمس فسيكون النطاق الصالح للحياة لكوكب يدور حوله على بعد 5و0 وحدة فلكية، وإذا كان ضياء النجم ضعف ضياء شمسي فسيصبح النطاق الصالح للحياة على بعد 4و1 وحدة فلكية.
تلك هي نتيجة «قانون المسافة» المتعلق بضياء نجم. ومتوسط النطاق الصالح للحياة طبقا للتعريف هنا إنما هو بشرط أن يكون الكوكب له غلاف جوي مشابه لجو الأرض من وجهة التركيب والكثافة وفي حيز درجة حرارة عامة للكوكب مماثلة لدرجة حرارة جو الأرض بصفة عامة. حدود ذلك النطاق تكون محدودة بدرجة حرارة تجمد الماء ودرجة غليان الماء.
علاوةً على ذلك فتلعب تركيبة سطح الكوكب دورا هاما من حيث قدرتها على رد إشعاع النجم إلى الفضاء، كما تراعي الحسابات الحديثة تطور والتركيب الكيميائي للغلاف الجوي على الكوكب والانحباس الحراري فيه.
قام الفيزيائيان فيليب موريس و «جوزيبي كوكوني» ذلك النطاق لأول مرة في عام 1959 في تقرير بحث يسمى SETI (الذي يعتني بالبحث عن حياة خارج الأرض. وفي عام 1961 صاغ «فرانك دراكه» معادلة تسمى باسمه «معادلة دراكه».
ونظرا لتغير النجم وكذلك الكوكب مع الزمن فتتغير بذلك أيضا النطاق الصالح للحياة. فضياء النجم تقل مع الوقت بحسب تطوره. فلكي تنشأ حياة وتكون على الكوكب مشابهة للحياة على الأرض فقط فلا يكفي فقط بعده عن النجم، بل لا بد أيضا من أجتيازه فترة زمنية طويلة مماثلة لما حدث ويحدث على الأرض. أن يكون مدار الكوكب حول النجم دائما داخل النطاق الصالح للحياة، وحتى لو قصرت المسافة بينهما مع الزمن فلا بد أن يستغرق ذلك طويلاً. وفي العادة يحتسب العلماء ما بين 4 و 6 مليارات سنة لتلك الفترة.

### المناخ
تتطورت مناقشة العلماء بعد ذلك إلى مراعاة حسابات عن المناخ على الكوكب، وعلى الأخص الانحباس الحراري بسبب وجود ثاني أكسيد الكربون والماء.
فالانحباس الحراري على كوكب ليست عليه حياة ويكون في نطاق صالح للحياة تنظمه دورة كربونات و سيليكات:
1. فنزول مطر محمل ب ثاني أكسيد الكربون في صورة حمض الكربونيك على السطح الصخري للكوكب حيث يذيب حمض الكربونيك السيليكات ويرتبط ثاني أكسيد الكربون في مركبات كالسيوم وسيليكات،
2. وتنتقل الصخور المحتوية على الكربون عن طريق العمليات التكتونية على سطح الكوكب وتنصهر إلى ماغما،
3. ثم يتسبب النشاط البركاني في تحرير ثاني أكسيد الكربون ثانيا إلى جو الكوكب.

تنظم تلك الدورة نفسها بنفسها حيث أنه عند انخفاض درجة الحرارة تنخفض أيضا كمية المطر، ويقل ثاني أكسيد الكربون في الجو عندما يقل النشاط البركاني. وعندما يزيد النشاط البركاني يزداد ثاني أكسيد الكربون في الجو، فيرتفع الانحباس الحراري وترتفع درجة حرارة الجو ثانيا. وعندما ترتفع درجة الحرارة فإنها تنظم الدورة من خلال زيادة في كمية المطر، فيقل ثاني أكسيد الكربون في الهواء وينخفض الانحباس الحراري. وتبلغ دورة الكربونات والسيليكات على الأرض عدة مئات آلاف من السنين.
يعرّف الحد الأدنى للنطاق الصالح للحياة على أساس شدة الانحباس الحراري فقد ترتفع درجة الحرارة على الكوكب بحيث يتطاير الماء وينتشر في الفضاء البين كوكبي، وتنتهي بذلك دورة الكربونات والسيليكات نهائيًا. بالنسبة لذلك الحد الأدنى للنطاق الصالح للحياة على الأرض فهو يبلغ نحو 95و0 وحدة فلكية. وعندما يكون الكوكب عند الحد الخارجي للنطاق الصالح للحياة فلا يمكن لسحب من ثاني أكسيد الكربون المتكثف أن تزيد من درجة حرارة الكوكب عن طريق الانحباس الحراري بالدرجة الكافية. بالنسبة لذلك الحد في المجموعة الشمسية فهو يقع عند نحو 4و1 وحدة فلكية.
في المجموعة الشمسية توجد الأرض وحدها فقط داخل هذا النطاق حول الشمس. الزهراء وعطارد يعتبران قريبين من الشمس وتكون الحرارة عالية عند هذا الحد. ويقع المريخ داخل تلك المنطقة أو خارجها قليلا وذلك بحسب نموذج الحساب المأخوذ في الاعتبار. وقد يكون قد مر على المريخ زمن كان الانحباس الحراري عليه مناسبا. ولكن المريخ كوكب صغير لا يسمح لنشاط تكتوني لمدة مليارات من السنين. بذلك يعتبر المريخ قد فقد عنصرا من عناصر التوازن المناخي بعد تصلب السطح الصخري عليه، وافتقد نشاطه البركاني، وبالتالي افتقد دورة الكربونات والسيليكات، فلم يحدث عليه توازن في المناخ لمدة طويلة.
يمكن لكوكب بحجم كتلة الأرض أن يكون صالحا للحياة إذا كان على بعد المريخ، هذا يختلف بحسب النموذج الحسابي المأخوذ في الاعتبار. أما إذا كان الكوكب على بعد مثل بعد المشتري عن الشمس فإن ما يصله من طاقة من الشمس لا يكون كافيا ليصهر الثلج بحيث يكون ماء سائلا صالحا للحياة.

## تقديرات للمجموعة الشمسية

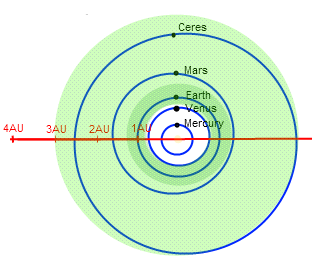
النطاق الداخلي الصالح للحياة (أخضر غامق) والنطاق الخارجي (أخضر فاتح) لنظام المجموعة الشمسية.

تصل تقديرات النطاق الصالح للحياة في المجموعة الشمسية بين 725و0 إلى 0و3 وحدة فلكية اعتمادا على نماذج علمية مختارة:
حيث: AU: وحدة فلكية = نحو 150 مليون كيلومتر (= بعد الأرض عن الشمس).
| الحد الداخلي | الحد الخارجي            | المرجع                 | ملاحظات                           |
| 0,725 AU     | 1,24 AU                 | Dole 1964              | اعتبار غلاف جوي خفيف ونفاذ للضوء. |
| 0,95 AU      | 1,01 AU                 | Hart et al. 1978, 1979 | نجوم من تصنيف K0                  |
| 0,95 AU      | 3,0 AU                  | Fogg 1992              | مراعاة دورات ثاني أكسيد الكربون.  |
| 0,95 AU      | 1,37 AU                 | Kasting et al. 1993    |                                   |
| –            | 1%...2% أبعد إلى الخارج | Budyko 1969            | ... يعم الثلج سطح الأرض.          |
| –            | 1%...2% أبعد إلى الخارج | Sellers 1969           | ... يعم الثلج سطح الأرض.          |
| –            | 1%...2% أبعد إلى الخارج | North 1975             | ... يعم الثلج سطح الأرض.          |
| 4%...7% أقرب | –                       | Rasool & DeBurgh 1970  | ... عدم تكثف ماء المحيطات.        |

أمثلة على نطاقات صالحة للحياة بالقرب من نجوم أخرى من نجوم النسق الأساسي:
| تصنيف الطيف | AU وحدة فلكية |
| ----------- | ------------- |
| O6V         | 450 - 900     |
| B5V         | 20 - 40       |
| A5V         | 2,6 - 5,2     |
| F5V         | 1,3 - 2,5     |
| G5V         | 0,7 - 1,4     |
| K5V         | 0,3 - 0,5     |
| M5V         | 0,07 - 0,15   |

## اقرأ أيضا
| - طريقة العبور - كبلر-22بي - نجم إتش دي 164595 - بروكسيما بي - سيتي - سيتي النشيط - كوروت (مرصد فضائي) - كوروت-7ب - بيتا بيكتوريس | - عدسية صغرية جذبية - كوكب خارج المجموعة الشمسية - طرق اكتشاف كواكب خارج المجموعة الشمسية - نجم 16 الدجاجة - علم كواكب خارج المجموعة الشمسية - المنطقة المجرية الصالحة للحياة - مستقبل الأرض - ماء سائل خارج الأرض - غليزا 1214b |